# 戛克氏马先蒿
戛克氏马先蒿（学名：Pedicularis garckeana）是列当科马先蒿属的植物，为中国的特有植物。分布在中国大陆的西藏等地，目前尚未由人工引种栽培。